# Havre de Grace
Havre de Grace is een plaats (city) in de Amerikaanse staat Maryland, en valt bestuurlijk gezien onder Harford County.

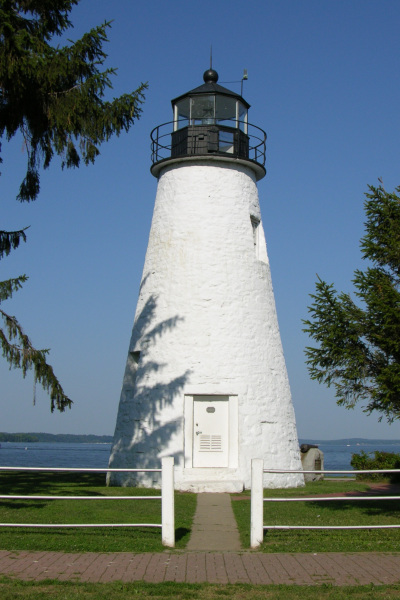
Concord House vuurtoren

## Demografie
Bij de volkstelling in 2000 werd het aantal inwoners vastgesteld op 11.331.
In 2006 is het aantal inwoners door het United States Census Bureau geschat op 12.498, een stijging van 1167 (10.3%).

## Geografie
Volgens het United States Census Bureau beslaat de plaats een oppervlakte van
13,9 km², waarvan 10,4 km² land en 3,5 km² water.

## Geboren
- Paul Wingo (1946-2014), jazzgitarist
- Immanuel Quickley (1999), basketballer

## Plaatsen in de nabije omgeving
De onderstaande figuur toont nabijgelegen plaatsen in een straal van 12 km rond Havre de Grace.